# Isola Cheduba
L'isola Cheduba (chiamata anche  Manaung Island) è un'isola della Birmania.

## Geografia
L'isola Cheduba si trova nella Golfo del Bengala vicino all'isola Ramree e amministrativamente fa parte dello Stato Rakhine. L'isola ha una superficie di circa 523 km² e una popolazione di oltre 60.000 persone principalmente delle etnie Bamar e Rakhine.

## Fonti
- L'isola nell'Enciclopedia britannica